# Sárrét (település)
Sárrét (szlovákul Blahová) község Szlovákiában, a Nagyszombati kerületben, a Dunaszerdahelyi járásban.

## Fekvése
Somorjától 21 km-re északkeletre, a Kis-Duna jobb partján fekszik.

## Története
A települést 1925-ben "Blahová Dedina" néven alapították az akkori Előpatony, Nagylég és Tonkháza közigazgatási területén. Magyar neve úgy alakult ki, hogy az uradalomnak ezt a mélyen fekvő vizenyős területét "Sárrét"nek, vagy "Sárföld"nek nevezték. Az újonnan létrejött település először a "Sárrétpuszta" nevet kapta, ez rövidült le az idők folyamán Sárrétre.
A trianoni békeszerződésig területe Pozsony vármegye Somorjai járásához tartozott.

A település 1951-ben vált önállóvá Lég határából. 1976 és 1990 között a szomszédos Vittény is Sárréthez tartozott, ma ismét önálló község.

## Népessége
| Év:            | 1994. | 2004.   | 2014.   | 2024.    |
| -------------- | ----- | ------- | ------- | -------- |
| Emberek száma: | 376   | 361     | 365     | 434      |
| Eltérés:       |       | -3,98 % | +1,10 % | +18,90 % |

| Év:            | 2023. | 2024.   |
| -------------- | ----- | ------- |
| Emberek száma: | 418   | 434     |
| Eltérés:       |       | +3,82 % |

2001-ben 359 lakosából 187 magyar és 157 szlovák volt.
2011-ben 356 lakosából 126 magyar és 189 szlovák volt.
2021-ben 360 lakosából 114 (+8) magyar, 219 (+5) szlovák, 2 (+2) ruszin, 9 egyéb és 16 ismeretlen nemzetiségű volt.

## Nevezetességei
- Szent Cirill és Metód tiszteletére szentelt római katolikus temploma 1935-ben épült.
- Lourdes-i kápolnája 1934-ben készült.

## Külső hivatkozások
- E-obce.sk[halott link]
- Községinfó
- Sárrét Szlovákia térképén